# 117-я гвардейская стрелковая дивизия
117-я гвардейская стрелковая дивизия — гвардейское формирование РККА Вооружённых сил СССР в Великой Отечественной войне.
Наименования, действительные:
- полное — 117-я гвардейская Бердичевская ордена Богдана Хмельницкого стрелковая дивизия;
- укороченное — 117-я гвардейская стрелковая дивизия;
- сокращённое — 117 гв. сд.

В периоды военного реформирования ВС Союза ССР гвардейское соединение имело наименования: после демобилизации Советского Союза — 32-я гвардейская механизированная дивизия; после сокращения Советской Армии, в 1957 году — 41-я гвардейская мотострелковая дивизия; после очередного сокращения — 119-й гвардейский окружной учебный центр.

## История
Дивизия стрелков сформирована на основе личного состава 8-й гвардейской стрелковой бригады, 81-й морской стрелковой бригады и 107-й стрелковой бригады в октябре 1943 года в составе Северо-Кавказского фронта. 
При сформировании 117-й гвардейской дивизии 8-я гвардейская стрелковая бригада стала 333-м гвардейским стрелковым полком, 81-я морская стрелковая бригада стала 335-м гвардейским стрелковым полком, 107-я стрелковая бригада стала 338-м гвардейским стрелковым полком. В середине октября 1943 года дивизия дислоцировалась в Гадючем Куте (в 8 километрах западнее Тамани).
Первое боевой применение стрелковой дивизии стало участие в Керченско-Эльтигенской десантной операции, в ходе которой 3 ноября 1943 года 840 воинов 335-го гвардейского стрелкового полка смогли добраться до плацдарма, захваченного у посёлка Эльтиген южнее Керчи.

Из доклада отдела разведки 5-го армейского корпуса вермахта.

Секретно 

5-й армейский корпус КП, 18.12.1943 г. 

Отдел разведки № 490/43 

Оценка противника. 

О советском десанте в Эльтигене (южнее Керчи) с 01.11.1943 г. и о боях за плацдарм вплоть до его очищения от противника 11.12.43 г. 

…3а «В ночь со 2 на 3 ноября противник понёс тяжёлые потери. Судя по перекрестным допросам пленных, потери в живой силе увеличились до 1400 чел. в результате потопления судов. Утонули также и переправлявшиеся ракетные установки» 
Стрелковый полк переправил с собой четыре 76-мм и три 45-мм орудия, 18 тонн боеприпасов и продовольствия. Цифры потерь при переправе вероятно занижены, поскольку с Таманского полуострова были отправлены в составе стрелкового полка, артиллерийских и специальных подразделений 3300 человек [militera.lib.ru/memo/russian/laskin_ia2/10.html ¹].
На 8 ноября 1943 года в полку оставалось уже 731 человек. Полк держал оборону на южном фланге плацдарма вплоть до 06.12.1943 года, 04.12.1943 понёс тяжелейшие потери. 06.12.1943 остатки полка участвовали в прорыве войск с плацдарма на Керчь, составляя арьергард группы, собирая легко раненых и тыловиков. Группа разделилась, и по-видимому, остатки полка полностью были уничтожены.
Оставшиеся части дивизии ещё в конце ноября были переброшены на Украину, где дивизия приняла участие в Житомирско-Бердичевской операции. Первые дни операции находилась во втором эшелоне, с выходом к Коростышеву вступила в бой. 05.01.1944 года приняла участие в освобождении Бердичева, ведя бои на улицах города; также приняла участие в боях у города Броды. В начале января 1944 года вела бои на рубеже Петриковцы — Волчинец. Затем продолжила наступление в ходе Проскуровско-Черновицкой операции, 14.04.1944 года приняла участие в освобождении Тернополя.
С 13.07.1944 года принимает участие в Львовско-Сандомирской операции, наступая на правом крыле фронта, севернее Львова, через Рава-Русская. Дивизией в ходе операции был форсирован Западный Буг, Сан. В первых числах августа дивизия переправилась на Сандомирский плацдарм, где участвовала в боях по удержанию и расширению плацдарма.
Перед началом Сандомирско-Силезской операции находилась севернее Поддембовеца, оттуда же 12.01.1945 года перешла в наступление, вела ожесточённые бои за село Шацкое, к 16.01.1945 перерезала дорогу Кельце — Краков, отбив контратаки противника, ворвалась в Кельце, а 18.01.1945 неожиданным ударом захватила Пётркув. В ночь на 26.01.1945 года передовые подразделения дивизии достигли Одера в районе города Хохбаушвиц севернее Штейнау (ныне Сьцинава, Польша) и с ходу в 06-00 того же дня захватили плацдарм на западном берегу, выслав передовой отряд, затем расширив его до 3 километров в ширину и 2 в глубину, при этом был захвачен город Темендорф. 26.01.1945 передовые отряды вела бои по удержанию плацдарма, 27 и 28.01.1945 года на плацдарм переправлены основные силы дивизии, с 27.01.1945 ведёт бои в районе Глогау, 28.01.1945 в районе Любена. 03.02.1945 была передвинута в район Тешвиц в связи с ожесточёнными боями в том районе.
08.02.1945 года перешла в наступление в ходе Нижне-Силезской операции в общем направлении на Шпроттау, Зорау, Форст. В ходе операции приняла участие в освобождении города Любен 09.02.1945 года и Шпроттау 13.02.1945 года форсировала реку Бобер и вышла на реку Нейсе.
С 16.04.1945 года принимает участие в Берлинской операции, к 22.04.1945 года заняла рубеж восточнее Лукенвальде, затем участвовала во взятии города, отбивала атаки котбусской группы противника, стремящейся выйти из окружения на запад, 31.04.1945 контратакой отбросила группу из отбитого Куммерсдорфа, 01.04.1945 участвовала во взятии Бранденбурга.
Закончила войну участием в Пражской операции, принимала участие в освобождении городов Пласы и Пльзень.
335-й гвардейский стрелковый Краснознамённый орденов Суворова и Богдана Хмельницкого полк принимал участие в Параде Победы 1945 года.
После окончания Великой Отечественной войны 117-я дивизия 19 августа 1945 года прибыла на постоянное место дислокации в Прикарпатский военный округ, в город Бердичев УССР, где расположилась в военном городке на Красной (Лысой) Горе. Здесь соединение под разными наименованиями существовала более 50 лет — до своего расформирования уже в независимой Украине. Её правопреемницей стала 62-я отдельная механизированная бригада, на базе которой в свою очередь была создана 26-я артиллерийская бригада (на основании Директивы Министерства обороны Украины № 312/1/014 от 18.06.2004 года). По состоянию на ноябрь 2010 года решался вопрос о признании этой бригады правопреемницей 117-й стрелковой дивизии. Но после государственного переворота 2014 года от преемственности воинская часть отказалась.
Многие ветераны 117-й дивизии стали Почётными гражданами города Бердичева. Среди них командир дивизии Волкович Тимофей Иванович, а также ветераны, которые проживают в Бердичеве — Степан Иосифович Ливинский, Иван Васильевич Павленко и другие.

## Состав
- управление корпуса
- 333-й гвардейский стрелковый полк
- 335-й гвардейский стрелковый полк
- 338-й гвардейский стрелковый полк
- 305-й гвардейский артиллерийский полк
- 119-й отдельный гвардейский истребительно-противотанковый дивизион
- 115-я отдельная гвардейская разведывательная рота
- 129-й отдельный гвардейский сапёрный батальон
- 160-й отдельный гвардейский батальон связи
- 120-й медико-санитарный батальон
- 118-я отдельная гвардейская рота химической защиты
- 116-я автотранспортная рота
- 123-я полевая хлебопекарня
- 108-й дивизионный ветеринарный лазарет
- 2301-я полевая почтовая станция
- 1255-я полевая касса Госбанка[1]

- 242-й учебный танковый Краснознамённый, ордена Суворова полк (г. Житомир);
- 254-й гвардейский учебный танковый полк (г. Бердичев);
- 286-й гвардейский учебный танковый полк (г. Бердичев);
- 320-й гвардейский учебный мотострелковый полк (г. Бердичев);
- 685-й отдельный ракетный дивизион (г. Бердичев);
- 1294-й учебный артиллерийский полк (г. Бердичев);
- 1295-й учебный зенитный артиллерийский полк (г. Бердичев);
- 1032-й отдельный учебный разведывательный батальон (г. Бердичев);
- 160-й отдельный учебный батальон связи (г. Бердичев);
- 129-й отдельный учебный инженерно-сапёрный батальон (г. Бердичев);
- 248-й отдельный учебный медицинский батальон (г. Житомир);
- 41-й отдельный учебный автомобильный батальон (г. Бердичев);
- 437-й отдельный учебный ремонтно-восстановительный батальон (г. Бердичев);
- ОВКР (г. Бердичев);

## В составе
| Дата            | Фронт (округ)           | Армия      | Корпус (группа)         | Примечания                                                                                |
| --------------- | ----------------------- | ---------- | ----------------------- | ----------------------------------------------------------------------------------------- |
| 01.11.1943 года | Северо-Кавказский фронт | 18-я армия | 20-й стрелковый корпус  | с 20.11.1943 в резерве Ставки ВГК исключая 335 гв.сп в составе отдельной Приморской армии |
| 01.12.1943 года | 1-й Украинский фронт    | 18-я армия | 11-й стрелковый корпус  | с 30.11.1943                                                                              |
| 01.01.1944 года | 1-й Украинский фронт    | 18-я армия | 52-й стрелковый корпус  | -                                                                                         |
| 01.02.1944 года | 1-й Украинский фронт    | 18-я армия | 52-й стрелковый корпус  | -                                                                                         |
| 01.03.1944 года | 1-й Украинский фронт    | 18-я армия | 52-й стрелковый корпус  | -                                                                                         |
| 01.04.1944 года | 1-й Украинский фронт    | 60-я армия | 94-й стрелковый корпус  | -                                                                                         |
| 01.05.1944 года | 1-й Украинский фронт    | 13-я армия | 102-й стрелковый корпус |                                                                                           |
| 01.06.1944 года | 1-й Украинский фронт    | 13-я армия | 102-й стрелковый корпус | -                                                                                         |
| 01.07.1944 года | 1-й Украинский фронт    | 13-я армия | 102-й стрелковый корпус | -                                                                                         |
| 01.08.1944 года | 1-й Украинский фронт    | 13-я армия | 102-й стрелковый корпус | -                                                                                         |
| 01.09.1944 года | 1-й Украинский фронт    | 13-я армия | 24-й стрелковый корпус  | -                                                                                         |
| 01.10.1944 года | 1-й Украинский фронт    | 13-я армия | 102-й стрелковый корпус | -                                                                                         |
| 01.11.1944 года | 1-й Украинский фронт    | 13-я армия | 74-й стрелковый корпус  | -                                                                                         |
| 01.12.1944 года | 1-й Украинский фронт    | 13-я армия | 24-й стрелковый корпус  | -                                                                                         |
| 01.01.1945 года | 1-й Украинский фронт    | 13-я армия | 102-й стрелковый корпус | -                                                                                         |
| 01.02.1945 года | 1-й Украинский фронт    | 13-я армия | 102-й стрелковый корпус | -                                                                                         |
| 01.03.1945 года | 1-й Украинский фронт    | 13-я армия | 27-й стрелковый корпус  | -                                                                                         |
| 01.04.1945 года | 1-й Украинский фронт    | 13-я армия | 27-й стрелковый корпус  |                                                                                           |
| 01.05.1945 года | 1-й Украинский фронт    | 13-я армия | 24-й стрелковый корпус  | -                                                                                         |

## Командиры
- Косоногов, Лев Васильевич (10.10.1943 — 17.11.1943), гвардии полковник, гвардии генерал-майор;
- Кицук, Павел Николаевич (26.11.1943 — 21.12.1943), гвардии полковник.
- Волкович, Тимофей Иванович (22.12.1943 — 01.09.1945), гвардии полковник, гвардии генерал-майор.

## Знаки отличия
| Почётное звание и наименование, орден | Дата                | За что награждена |
| ------------------------------------- | ------------------- | --- |
| Гвардейская                           | в октябре 1943 года | Почётное звание, присвоено приказом Верховного Главнокомандующего, при сформировании |
| Бердичевская                          | 6 января 1944 года  | почетное наименование присвоено приказом Верховного Главнокомандующего от 6 января 1944 года за отличие в боях за освобождение города Бердичев. (Житомирская область) |
| Орден Богдана Хмельницкого II степени | 28 мая 1945 года    | награждена указом Президиума Верховного Совета СССР от 28 мая 1945 года за образцовое выполнение заданий командования в боях при прорыве обороны немцев на реке Нейссе и овладении городами Котбус, Люббен,Цоссен, Беелитц, Лукенвальде, Тройенбритцен, Цана, Мариенфельде,Треббин, Рангсдорф, Дидерсдорф,Кельтов и проявленные при этом доблесть и мужество |

Награды частей дивизии:
- 333-й гвардейский стрелковый ордена Кутузова[3] и Богдана Хмельницкого[4] полк
- 335-й гвардейский стрелковый Краснознамённый орденов Суворова[5] и Богдана Хмельницкого полк
- 338-й гвардейский стрелковый ордена Богдана Хмельницкого[5] полк
- 305-й гвардейский артиллерийский ордена Богдана Хмельницкого[5] полк
- 119-й отдельный гвардейский истребительно-противотанковый ордена Красной Звезды[4] дивизион
- 160-й отдельный гвардейский ордена Красной Звезды[4]батальон связи

## Отличившиеся воины дивизии
| Награда | Ф. И. О.                     | Должность                                                                   | Звание                | Дата награждения                                      | Примечания                                                               |
| ------- | ---------------------------- | --------------------------------------------------------------------------- | --------------------- | ----------------------------------------------------- | ------------------------------------------------------------------------ |
|         | Андрюхин, Илья Прохорович    | Командир батальона 333-го гвардейского стрелкового полка                    | гвардии капитан       | 10.04.1945                                            |                                                                          |
|         | Бабенко, Яков Алексеевич     | Командир 333-го гвардейского стрелкового полка                              | гвардии подполковник  | 10.04.1945                                            |                                                                          |
|         | Безносков, Иван Захарович    | Командир батальона 333-го гвардейского стрелкового полка                    | гвардии капитан       | 10.04.1945                                            | Умер от ран 25 февраля 1945 года                                         |
|         | Витюк, Евгений Фёдорович     | Разведчик 115 отдельной гвардейской разведывательной роты                   | гвардии красноармеец  | перенаграждён орденом Славы I степени 27.02.1958 года |                                                                          |
|         | Косоногов, Лев Васильевич    | Командир дивизии                                                            | гвардии генерал-майор | 16.05.1944                                            | Награждён посмертно                                                      |
|         | Семак, Николай Павлович      | Командир взвода противотанковых ружей 338-го гвардейского стрелкового полка | гвардии лейтенант     | 25.08.1944                                            | Награждён посмертно, бросился с гранатой под танк, похоронен в Бердичеве |
|         | Сухацкий, Тихон Кондратьевич | Командир 338-го гвардейского стрелкового полка                              | гвардии подполковник  | 10.04.1945                                            | Погиб в бою 11 февраля 1945 года.                                        |

## Память
- Помещение госпиталя Эльтигенского десанта, входящее в состав мемориального комплекса пос. Эльтиген.
- Братская могила советских воинов на Эльтигенском плацдарме
- Музей боевой славы 117-й Гвардейской Бердичевской ордена Б. Хмельницкого стрелковой дивизии 18-й Армии. Москва, Каширское шоссе, дом 64, корпус 1.
- Музей боевой славы 117-й Гвардейской Бердичевской ордена Б. Хмельницкого стрелковой дивизии. Житомирская область, г. Бердичев, ул. Красная гора, 1 (с февраля 2020 г. закрыт на реконструкцию).